# Tsata (iconographie)

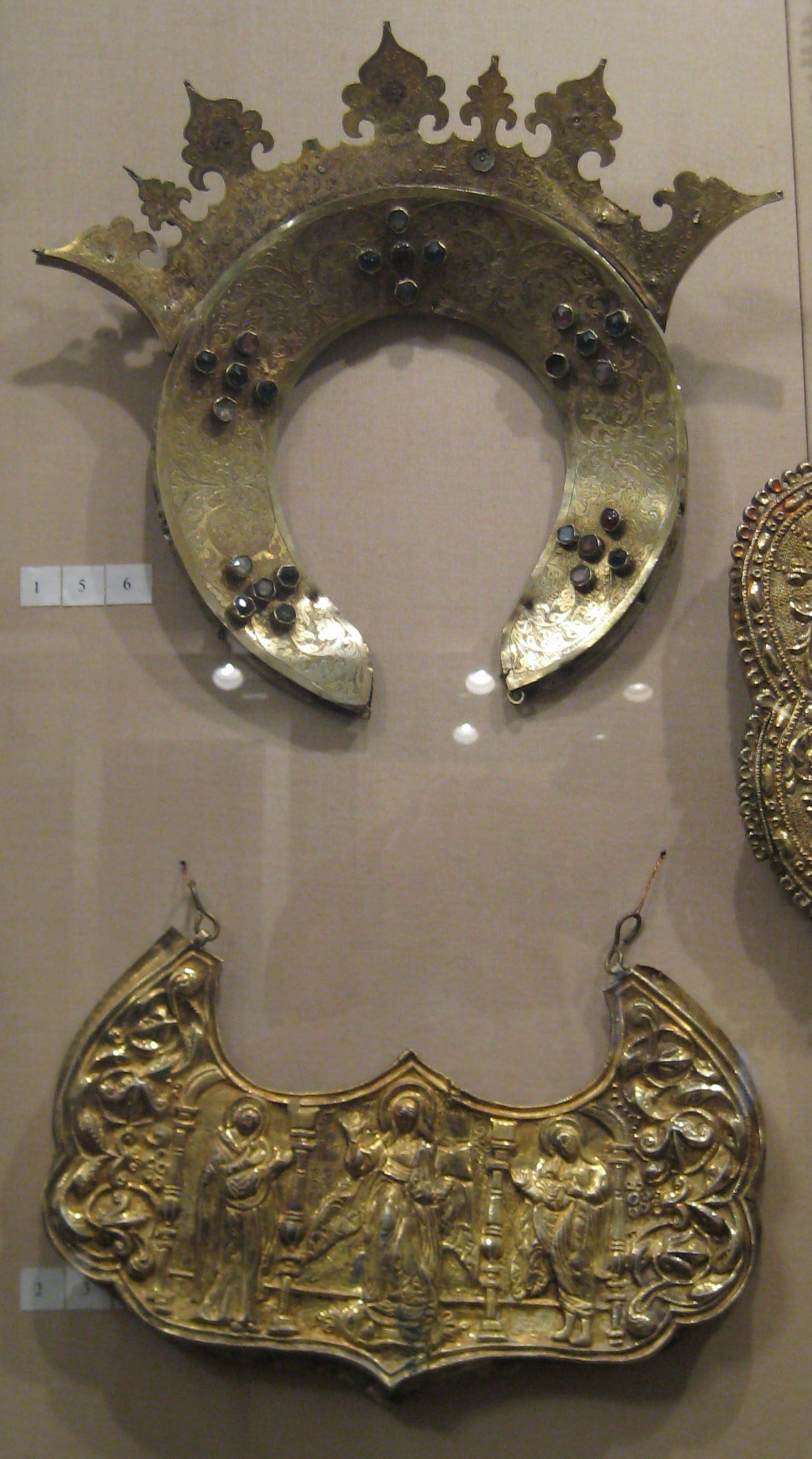
Riza de Pskov : sous la couronne, un tsata

Un tsata (en russe : Цата ; en latin : centus) est à l'origine une monnaie, une mince feuille de métal d'or battu. Dans l'iconographie c'est un collier en forme de demi-lune, de croissant, de ménisque, dont la forme courbe fait souvent pendant à celle du nimbe ou auréole, ou de la couronne dans les revêtements d'icônes ou rizas.      